# نیکی نوا
نیکی نوا (انگلیسی: Nikki Nova؛ زاده ۵ ژانویهٔ ۱۹۷۲) یک بازیگر پورنوگرافی اهل ایالات متحده آمریکا است.